# 945 Barcelona
Barcelona è un asteroide della fascia principale del diametro medio di circa 25,47 km. Scoperto il 3 febbraio 1921 a Barcellona dall'astronomo catalano Josep Comas Solà (1868-1937), presenta un'orbita caratterizzata da un semiasse maggiore pari a 2,6369813 UA e da un'eccentricità di 0,1619946, inclinata di 32,85035° rispetto all'eclittica. Ha un diametro di 25,5 km.
È il principale asteroide della famiglia Barcelona.
Il suo nome è un omaggio alla città di Barcellona, in Spagna, patria dello scopritore.